# Saatse-Stiefel

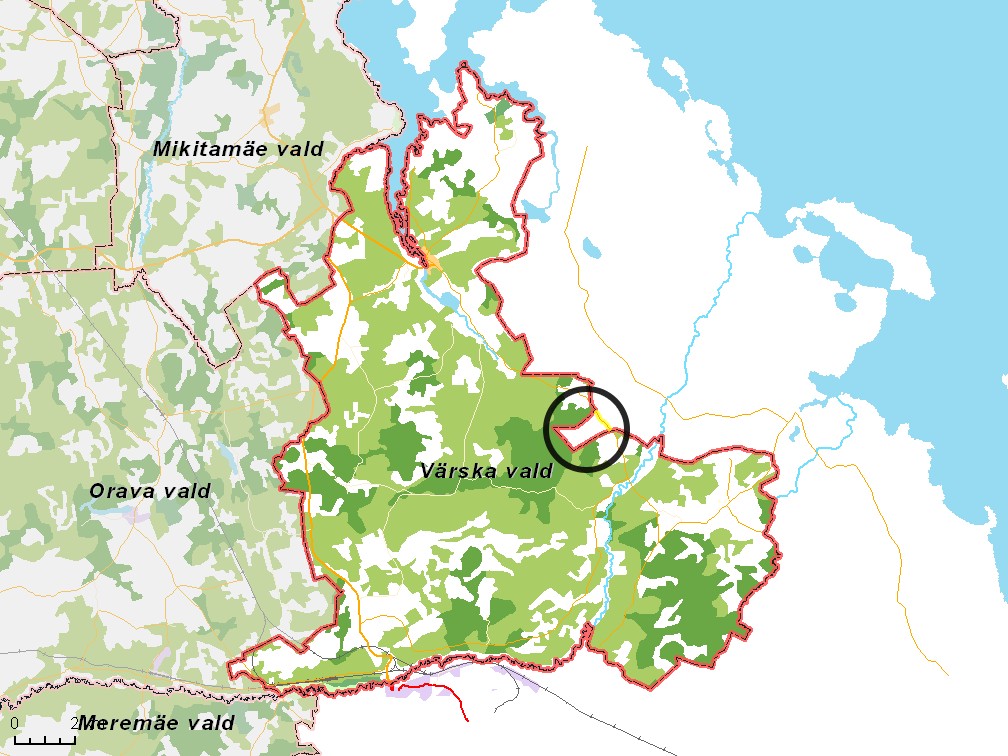
Der Saatse-Stiefel

Der Saatse-Stiefel (estnisch Saatse saabas; russisch Саатсеский сапог) ist ein stiefelförmiges russisches Gebiet von rund 115 Hektar zwischen den estnischen Dörfern Värska und Saatse in der Gemeinde Setomaa. Die estnische Straße 178 verbindet die beiden Dörfer und führt zu einem Teil durch russisches Staatsgebiet, welche durch ein Abkommen zwischen Russland und Estland passiert werden darf. Die Straße stellt damit die einzige visum- und grenzkontrollfreie Einreise aus der Europäischen Union in russisches Staatsterritorium dar.

## Hintergrund
Die heutige estnisch-russische Grenze in Setomaa entstand im August 1944, als der größte Teil des estnischen Kreises Petseri im Zuge der Eroberung durch die Rote Armee der Oblast Pskow in der Russischen Sozialistischen Föderativen Sowjetrepublik angeschlossen wurde. Während der Sowjetzeit bildete sie die Grenze zwischen zwei Teilrepubliken der Sowjetunion und spielte deshalb keine große Rolle. Estland erlangte 1991 seine Unabhängigkeit zurück, wobei die Grenzführung aus der Sowjetzeit erhalten blieb. Von Estland wird die Grenze offiziell als „Kontrolllinie“ bezeichnet. Die Grenzführung entstand, da das Gebiet des Saatse-Stiefels früher einem Bauernhof im 1,5 Kilometer östlich gelegenen russischen Dorf Gorodischtsche gehörte und der ansässige Bauer sein Land nicht an Estland abtreten wollte.

## Straße 178

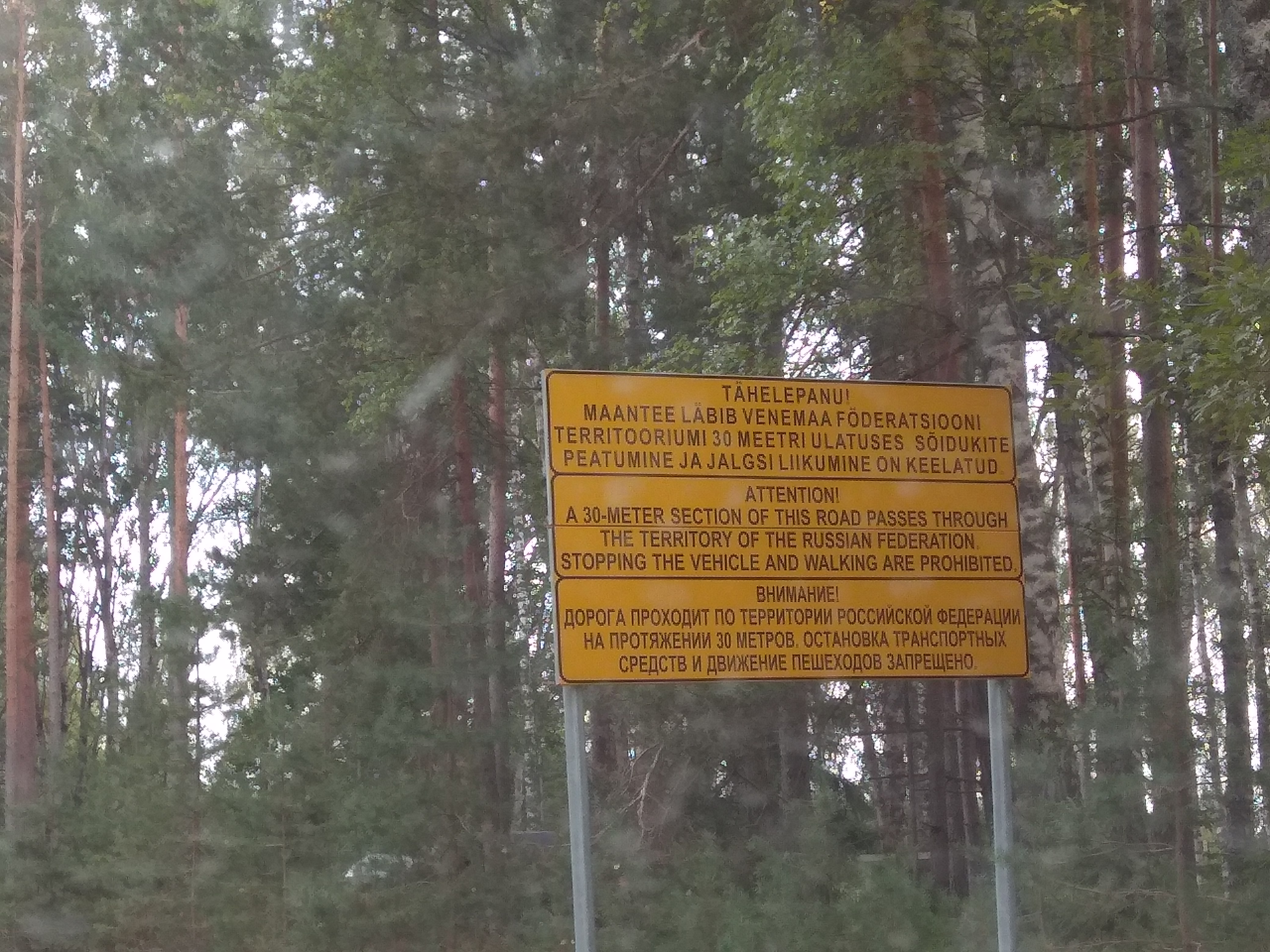
Hinweisschild an der zweiten, kleineren Querung der Straße 178

Die Straße zwischen den Siedlungen Värska und Saatse führt etwa einen Kilometer durch den Saatse-Stiefel und somit durch russisches Staatsterritorium. Hierbei wird kurzzeitig die Europäische Union und damit auch das NATO-Gebiet verlassen. Ein zweites, rund 30 Meter langes Teilstück der Straße etwas weiter nördlich führt ebenfalls durch Russland.
Autofahrer von estnischer Seite dürfen den russischen Abschnitt ohne vorherige Absprache mit dem Grenzschutz und ohne Visum passieren, sofern sie nicht anhalten, bis sie wieder estnisches Gebiet erreicht haben. Sollte das Fahrzeug eine Panne haben und zum Anhalten gezwungen sein, wird dem Fahrer empfohlen, im Fahrzeug zu bleiben, die Grenzstation Saatse zu kontaktieren und auf weitere Anweisungen zu warten. Das Durchqueren zu Fuß oder das Aussteigen aus dem Fahrzeug ist verboten. Warnschilder in estnischer, russischer und englischer Sprache erinnern die Menschen entlang der Straße daran. Neben einem Auto sind theoretisch auch Motorräder und Fahrräder erlaubt, der estnische Grenzschutz warnt jedoch davor, die Straße mit einem anderen Fahrzeug als einem Auto zu passieren.
Innerhalb der russischen Teilstücke der Straße gilt kein estnisches oder europäisches Recht; russische Grenzbeamte sind befugt, anlasslos und ohne Vorankündigung Autos zu kontrollieren und zu durchsuchen. Es wird daher empfohlen, einen Reisepass sowie weitere wichtige Dokumente mit sich zu führen.
Trotz der Warnschilder kommt es gelegentlich zu Verstößen gegen die Regeln. Mehrfach wurden Touristen dabei erwischt, wie sie im Stiefel aus ihren Autos stiegen. Im Jahr 2017 wurden nach Angaben der estnischen Polizei und des Grenzschutzes zehn Verstöße festgestellt und eine Person innerhalb des Stiefels festgenommen.

## Politische Folgen

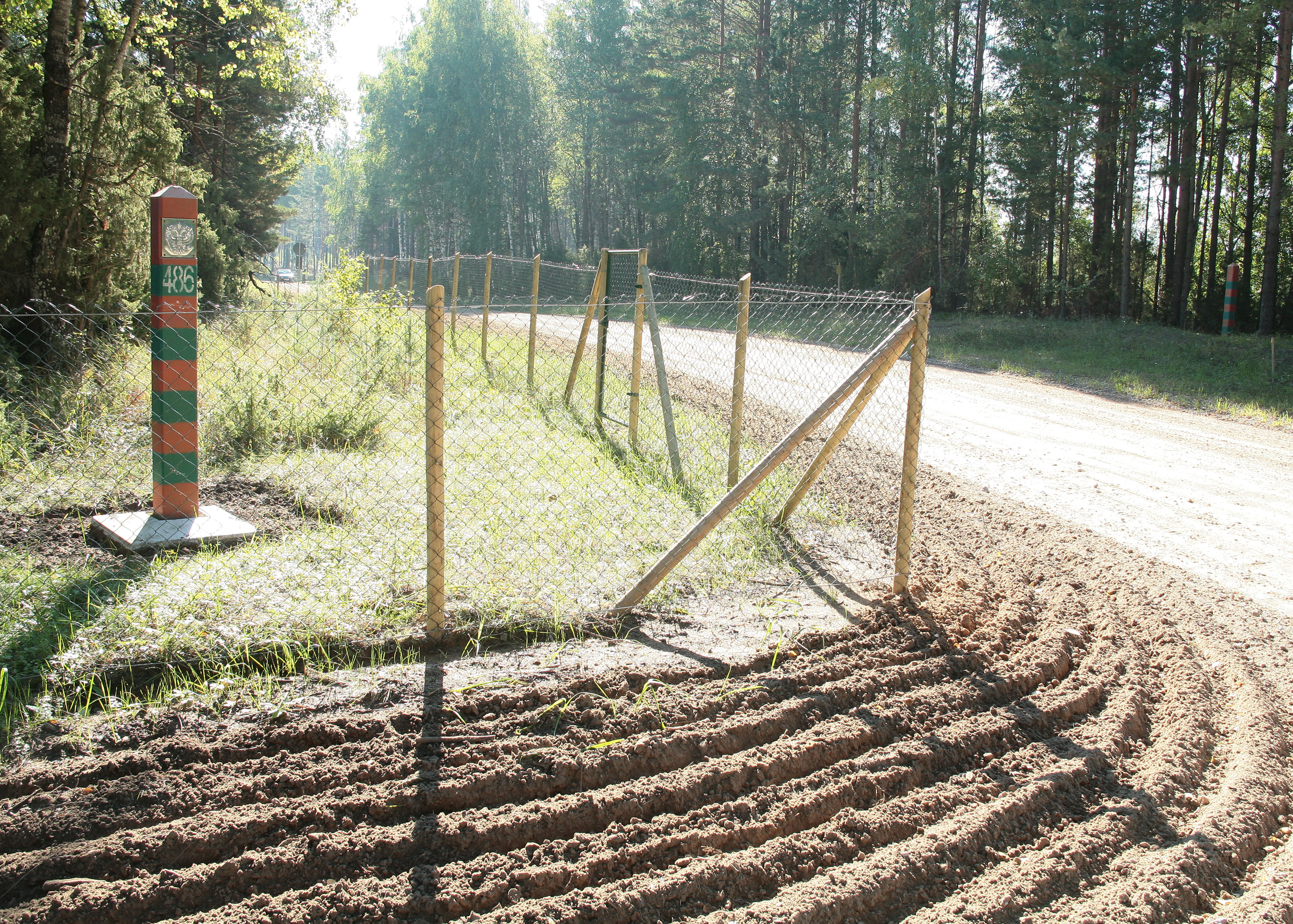
Die Grenze am Saatse-Stiefel im Jahr 2006; sie wurde seither deutlich verstärkt

Gemäß einem nicht ratifizierten estnisch-russischen Grenzvertrag sollte der Stiefel begradigt und die Grenze neu gezogen werden. Das Gebiet des Stiefels sollte im Austausch für zwei Grundstücke in den Gemeinden Värska und Meremäe an Estland übertragen werden. Der Vertrag wurde 2005 von den Außenministern Estlands und Russlands unterzeichnet und 2014 nach Neuverhandlungen erneut unterschrieben. Er ist jedoch bis heute nicht in Kraft getreten.
Am 22. Mai 2024 erklärte der estnische Innenminister Lauri Läänemets, dass er einen Landtausch mit Russland vorerst ausschließe und stattdessen plane, den Bau des estnischen Grenzzauns und einer neuen, kürzeren Umleitungsstraße von 4,7 Kilometern Länge um den Saatse-Stiefel zu fördern. Die Gesamtkosten für das Vorhaben betragen rund 4 Millionen Euro. Die Umleitung soll bis 2026 fertiggestellt sein; die Transitstraße durch russisches Gebiet ist daher derzeit noch geöffnet.